# Tworzenie warunków startu
Tworzenie warunków startu (okres przygotowania do startu, ang. the preconditions for take-off) − pojęcie z dziedziny ekonomii rozwoju, drugie z sześciu stadiów rozwoju gospodarczego według teorii Walta Rostowa − okres, w którym pewna część ludności w społeczeństwie tradycyjnym ponosi ryzyko podjęcia działalności gospodarczej i inicjuje proces przemian gospodarczych.